# Wichmannsburg (Wasserburg)
Die Wichmannsburg war eine Wasserburg an der Ilmenau im heutigen Ort Wichmannsburg, einem Ortsteil der Einheitsgemeinde Bienenbüttel im niedersächsischen Landkreis Uelzen. Die Burg befand sich auf einer kleinen Insel in der Ilmenau bei der heutigen Burgstraße.

## Lage
Die Wichmannsburg befand sich auf einer kleinen Insel in der Ilmenau im Bereich einer Flusskurve an die sich die heutige Burgstraße schmiegt. Ein Burggraben trennte die Burginsel von einer benachbarten und größeren Insel ab. An der Stelle, an der die beiden Ilmenauarme wieder zusammenflossen, befand sich auf der größeren Insel hundert bis hundert fünfzig Meter flussabwärts von der Burg eine alte Mühle. An die Mühle schloss sich ein Stauwerk an. In östlicher Richtung trennten Sumpfwiesen die Burg zu Edendorf ab. Richtung Westen und Süden erstreckte sich der Kläpenwald, welcher bis nach Jelmstorf führte. Zwischen dem heutigen Bienenbüttel und der Wichmannsburg erstreckte sich eine sumpfartige Niederung, wodurch die Burg unnahbar blieb.

## Geschichte
Der Graf Wichmann I. († 944) ließ im 10. Jahrhundert die nach ihm benannte Wichmannsburg am Rande der Ilmenau erbauen. Die Burg sollte der Sicherung der Billungschen Besitze gegen die Wenden dienen und stellte wahrscheinlich den bevorzugten Wohnsitz Wichmanns dar. Urkundliche Belege, dass die Burg tatsächlich auf Wichmann I. zurückgeht, fehlen allerdings.
Die Söhne Wichmanns, Wichmann II und Eckbert, wurden 955 nach offenem Widerstand gegen den König Otto in der Wichmannsburg von dem Herzog Hermann mit einem Heer belagert. Hermann Billung vertrieb die Rebellen schließlich erfolgreich. Welche Auswirkungen diese Kämpfe auf den Zustand der Wichmannsburg hatten, ist unbekannt. Nach dem Tod von Wichmann II. gelangte die Wichmannsburg 967 in den Besitz des Klosters Kemnade. Im 12. Jahrhundert kam die Wichmannsburg und die umliegenden Dörfer durch Wibald von Stablo und Corvey unter die Verwaltung Corveys.
Das Kloster Corvey legte die Wichmannsburg sowie die zugehörigen Besitzungen zunächst in die Hände der Lüneburger Herzöge und schließlich gegen Ende des 13. Jahrhunderts in die der Schwerin. Die Schwerin gehörten zum Adelsgeschlecht Grote und hatten als Burgmänner zu Lüneburg die Burg auf dem Kalkberg in Lüneburg zu verteidigen. Zu ihnen gehörte Otto von Schwerin, welcher die Wichmannsburg wohl größtenteils nutzte, wenn er nicht auf der Burg in Lüneburg war, da seine meisten Lehnen in der direkten Umgebung der Wichmannsburg lagen. Aufgrund der unsicheren Landwege verlangte der Lüneburger Rat 1332 zusammen mit den Klöstern St. Michaelis und Medingen, dass die Ilmenau für den Schiffsverkehr zwischen Lüneburg und Uelzen freigemacht wird. Deshalb mussten die Mühlen und Stauwerke, darunter auch die Wichmannsburger, abgebrochen werden. Dies kam der Aufgabe der Wichmannsburg gleich, da diese Feinden schutzlos ausgeliefert wäre. Otto von Schwerin konnte sich diesem Bestreben jedoch nicht widersetzen und gab die Burg schließlich auf. Zu vermuten ist allerdings, dass sich die Wichmannsburg ohnehin in einem schlechten Zustand befand und daher keinen großen Wert mehr darstellte. Am 17. Mai 1332 wurde die Wichmannsburger Mühle dem Kloster Medingen übergeben und das Wesen in Wichmannsburg aufgelöst. Die Reste der Mühle verkaufte das Kloster Medingen schließlich 1343 an den Rat in Lüneburg.
Der Zeitpunkt der tatsächlichen Zerstörung der Wichmannsburg ist unbekannt.
Der ehemalige Standort der Burg wies noch im Jahr 1878 eine Erhöhung auf, war allerdings für die Landwirtschaft unfruchtbarer Boden. Die nicht vollständig zugeschütteten Burggräben waren weiterhin gut zu erkennen. Die Inseln waren nicht mehr erhalten, jedoch war die im Volksmund als „de Laak“ bezeichnete Wasserkuhle nachweisbar, welche auf den zweiten die Burg umfließenden Ilmenauarm hindeutet. Der große Grundbalken des Stauwerks blieb erhalten und wurde bei tiefem Wasserstand der Ilmenau sichtbar.

## Anlage
Die Wasserburg gliederte sich in einen runden Turm und ein direkt angrenzendes Langhaus. An drei Seiten war die Wichmannsburg von Wasser umgeben. Mithilfe des flussabwärts gelegenen Stauwerks konnte auch die weitere Umgebung der Burg zum Schutz leicht unter Wasser gesetzt werden. Vermutung legen nahe, dass Wichmann I. bereits eine Burgkapelle errichten ließ. Dazu fehlt jedoch jeder Beleg. Nachweisbar ist hingegen, dass die Gemeinde Wichmannsburg zu Wichmanns Lebzeiten zur Taufkirche Bevensen gehörte.

## Heutige Situation

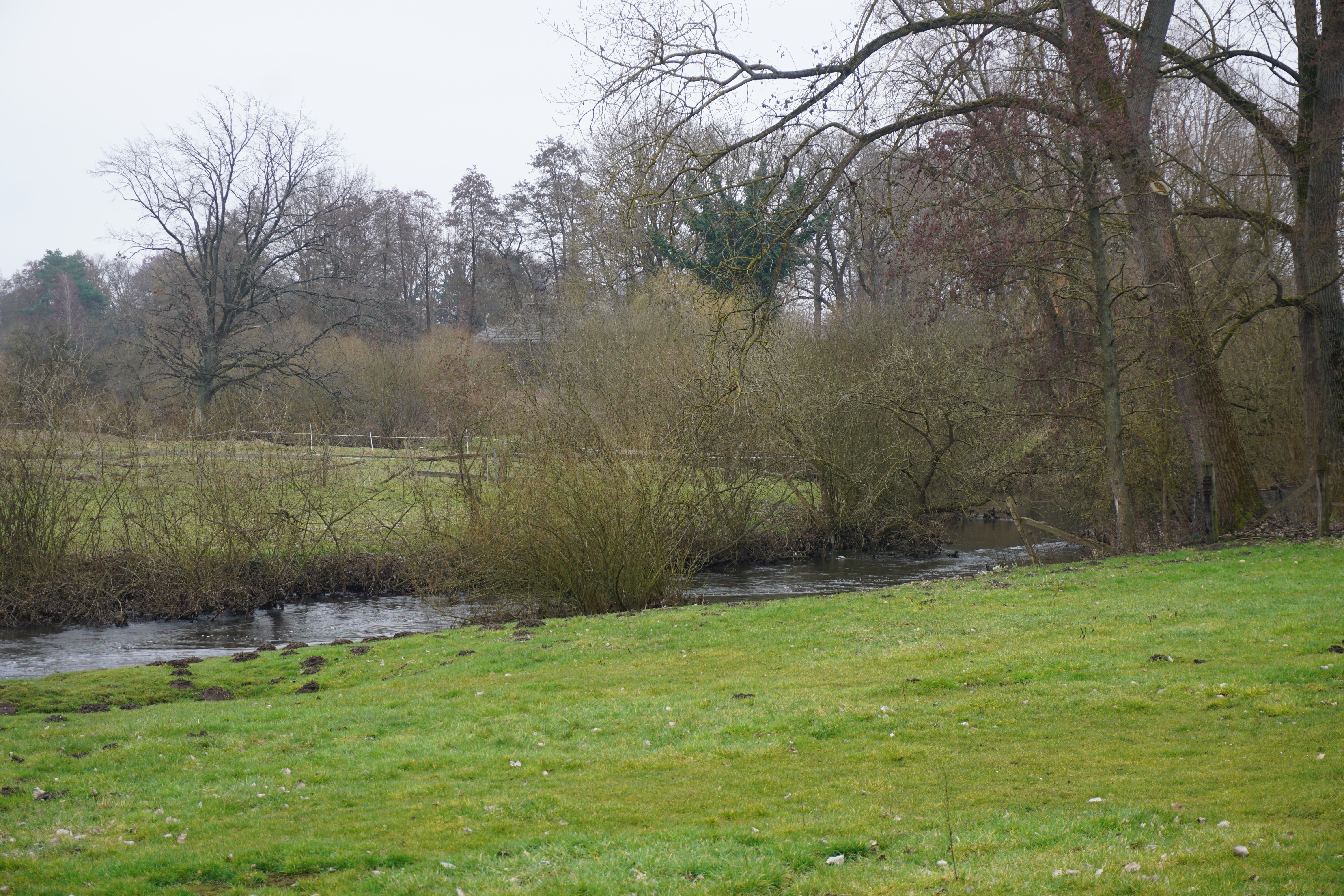
Ehemaliger Standort der Wichmannsburg (hinteres Flussufer)

Überreste der Wichmannsburg sind nicht mehr vorhanden. Der Standort der ehemaligen Wichmannsburg wird heute als abgezäunte Weidefläche genutzt und ist nicht zugänglich. Neuere archäologische Untersuchungen konnten anhand von Luftbildern und lasergestützten Aufnahmen Spuren einer Burganlage nachweisen. Am ursprünglichen Standort gefundene Holzpfähle schienen hingegen nicht mit der Burg in Zusammenhang zu stehen.

## Zweite Wichmannsburger Burg
Nicht zu verwechseln ist die nach Wichmann I. benannte Burg mit einer zu einem späteren Zeitpunkt in Wichmannsburg errichteten Burg. Wasmud aus dem Adelsgeschlecht Meding begann 1361, nachdem er den Ort Wichmannsburg gekauft hatte, mit dem Bau einer neuen Burg, die auf einer Anhöhe westlich der Ilmenau errichtet wurde. Der Standort liegt zu Teilen auf dem heutigen Grundstück des Wichmannsburger Pfarrhauses der St.-Georgs-Kirche.